# 豊橋南郵便局
豊橋南郵便局（とよはしみなみゆうびんきょく）は、愛知県豊橋市中野町にある郵便局である。民営化前の分類では集配普通郵便局であった。店番号は20013。

## 概要

### 住所
- 〒441-8799：愛知県豊橋市中野町上新切1-1

### 出張所（局外ATM）
民営化後は、ゆうちょ銀行名古屋支店の管轄となっている。
- 愛知大学豊橋校舎内出張所：通常払込み（郵便振替）の取扱は不可。 硬貨預入・払戻は不可。
〒441-8522：愛知県豊橋市町畑町1-1（愛知大学豊橋校舎2号館西側）
- 豊橋市民病院内出張所：通常払込み（郵便振替）の取扱は不可。 硬貨預入・払戻は不可。
〒441-8085：愛知県豊橋市青竹町八間西50（豊橋市民病院診療棟1階正面玄関南側）
- イオン豊橋南店内出張所：通常払込み（郵便振替）の取扱は不可。 硬貨預入・払戻は不可。
〒441-8124：愛知県豊橋市野依町落合1-1（イオン豊橋南店1階北側入口北側ATMコーナー）

## 沿革
- 1990年（平成2年）8月20日 - 豊橋南郵便局として、豊橋市中野町に開局[1]。豊橋郵便局（〒440）から地域区分局業務を移管。
- 1996年（平成8年）5月4日 - 豊橋市民病院内出張所 (ATM) を設置。
- 1997年（平成9年）6月21日 - ジャスコ（現・イオン）豊橋南店内出張所 (ATM) を設置。
- 1998年（平成10年）9月1日 - 外国通貨の両替および旅行小切手の売買に関する業務取扱を開始。
- 2006年（平成18年）10月1日 - 二川郵便局（〒441-3199）、高豊郵便局（〒441-3299）、老津郵便局（〒441-3399）から集配業務を移管[2]。
- 2007年（平成19年）10月1日 - 民営化に伴い、併設された郵便事業豊橋南支店に一部業務を移管。
- 2012年（平成24年）10月1日 - 日本郵便株式会社の発足に伴い、郵便事業豊橋南支店を豊橋南郵便局に統合。

## 取扱内容
- 郵便、印紙、ゆうパック、内容証明
- 貯金、為替、振替、振込、国際送金、外貨両替・トラベラーズチェック、国債、投資信託
- 生命保険、バイク自賠責保険、自動車保険、変額年金保険
- 地方公共団体事務（豊橋市電車・バス・タクシー利用回数券、助成券の交付）
- ゆうちょ銀行ATM
- 郵便番号の上2桁が44の地域あての郵便物を配達局ごとに区分する業務（地域区分局）
- 豊橋市内の一部地域（〒441-80xx、441-81xx、441-31xx、441-32xx、441-33xx）の集配業務
- ゆうゆう窓口

## 風景印

### 現行印
- 図柄は豊橋港(船)、三河港大橋。局名表記は「豊橋南」
- 使用開始日は1990年（平成2年）8月20日

## 周辺
- 豊橋磯辺郵便局
- ヤマナカ豊橋フランテ館
- マックスバリュ豊橋橋良店
- 豊橋市立福岡小学校
- 豊橋市立中野小学校
- 愛知県立豊橋工科高等学校
- 愛知県立時習館高等学校
- 愛知県立豊橋聾学校
- 愛知県道2号豊橋渥美線（大崎街道）

## アクセス
- 豊橋鉄道渥美線 南栄駅から徒歩で約15分。
- 豊鉄バス「中野町」バス停下車。
- 駐車場あり：27台